# Acacia cavenia
Acacia cavenia é uma espécie de leguminosa do gênero Acacia, pertencente à família Fabaceae.